# Carl Anders Rohdin
Carl Anders Rohdin, född 2 april 1834 i Sankt Nikolai församling i Stockholm, död 22 maj 1915 i Säffle församling i Värmlands län, var en svensk konditor och diktare.
Rohdin var den förste svenske mottagaren av förtjänstmedaljen Litteris et Artibus.
Rohdins barndomshem var beläget i Bollhusgränd, hundra meter från det kungliga slottet. Han visade tidigt i sitt liv sin stora kärlek till dåvarande kungafamiljen, detta då igenom hans egenskrivna hyllningsdikter. Dessa dikter kom så småningom att belöna honom med vetenskaps- och konstpriset Litteris et Artibus 1860, instiftat av Karl XV. Rohdin fick tre barn med sin maka Maria Samzelius. Men han blev dock tidigt änkeman och valde därför senare att ge sig ut på gesällvandring genom landet. 1874 bosatte han sig i Fyxnäs i Gillberga socken. 1876 gifte han sig med Anna Stina Eriksson från Kila, en äldre syster till biskop Nils Lövgren i Västerås. Makarna bodde först i Sterserud i Bro socken. Carl Anders Rohdin blev främst känd i Värmland för både sitt diktande och som en stor nykterhetskämpe. Rohdin flyttade in till Säffle 1880 där han kom att vara verksam som konditor fram till sin död 1915.